# PMMP
PMMP är ett finskt poprockband, bildat 2003 i Helsingfors. Bandet består av de två kvinnliga frontfigurerna Paula Vesala och Mira Luoti, med musikerna Mikko Virta, Juho Vehmanen och Heikki Kytölä i bakgrunden.
Bandets namn är en förkortning av finska "Paulan ja Miran Molemmat Puolet", vilket ungefär kan översättas till "Bägge sidor av Paula och Mira". Alla PMMP:s album är producerade och komponerade av Jori Sjöroos och låtarna är skriva av Paula och Mira.
PMMP slog först igenom i Finland med sommarhitten från 2003, Rusketusraidat. De fortsatte karriären med det andra studioalbumet Kovemmat kädet, som sålde guld. Oo siellä jossain mun, en singel från det sistnämnda albumet, är hittills PMMP:s största låt i Finland.

## Diskografi

### Studioalbum
- Kuulkaas enot!  (2003)
- Kovemmat kädet (2005)
- Leskiäidin tyttäret (2006)
- Puuhevonen (2007)
- Veden varaan (2009)

### Singlar
- Rusketusraidat (2003)
- Niina (endast promo) (2003)
- Joutsenet (2003)
- Päiväkoti (2005)
- Oo siellä jossain mun (endast promo) (2005)
- Matkalaulu [Resasång] (endast promo) (2005)
- Pikkuveli [Lillebror] (endast promo) (2005)
- Henkilökohtaisesti (2006)
- Tässä elämä on (endast radio) (2006)
- Joku raja (2007)